# Parser packrat
Un parser packrat est un type d'analyseur syntaxique utilisé en informatique.
Il se base sur la décomposition analytique, et donc découpe un flux continu de caractères puis construit un arbre d'analyse depuis le haut vers le bas. Grâce à cette mémoïsation, un parser packrat peut analyser un grand nombre de grammaires hors-contexte et toutes les grammaires d'expressions (dont celles qui ne représentent pas des langages libres de contexte).